# Pierre Courtin
Pour les articles homonymes, voir Courtin.
 (juin 2012).
Pierre Louis Courtin est un peintre et graveur français né le 20 janvier 1921 à Rebréchien (Loiret) et mort le 14 septembre 2012 à Maisons-Laffitte (Yvelines).

## Biographie
En 1939, Pierre Courtin suit des leçons de gravure à l'École régionale des beaux-arts d'Orléans. Il consacre alors la plus grande partie de son temps à des travaux agricoles ou de bûcheronnage.
Venu à Paris en 1942, il est élève de Lucien Pénat à l'École nationale supérieure des beaux-arts ; il y fréquente les élèves des ateliers voisins, puis travaille, en 1943, à l'Académie Julian ou chez André Lhote. Il entreprend différentes besognes pour Jacques Villon qu'il fréquente jusqu'en 1951.
En 1944, il s'inscrit à l'Académie Ranson où il a Francis Gruber pour correcteur. Il fait la connaissance de César Domela, Auguste Herbin, Alberto Magnelli, Antoine Pevsner, Serge Poliakoff et d'autres peintres abstraits, ainsi que du critique Charles Estienne.
En 1947, Pierre Courtin travaille comme ouvrier imprimeur en taille-douce chez Georges Leblanc où il reste jusqu'en 1951. Disciple de Charles Sapoulin, il tire les gravures de Jacques Villon et de Roger Vieillard.
Il expose au Salon des réalités nouvelles et, en 1948, à la Biennale de Venise. En 1949, Courtin crée avec Gérard Vulliamy, Raoul Ubac, Roger Chastel et quelques autres, le groupe Graphies. Il participe à l'exposition internationale de gravure au Petit Palais à Paris. Il devient en 1950 membre du comité directeur du Salon de mai et le demeure jusqu'en 1969.
Pierre Courtin présente en 1951 son livre Six poèmes de Nicolas Beauduin chez Colette Allendy qu'il connaît depuis quatre années, et chez qui il rencontre Hans Hartung, Nicolas Schöffer, Pierre Soulages, Gérard Schneider, Jacques Doucet, Wols, Camille Bryen, Jean-Michel Atlan, Francis Picabia et Jean Deyrolle. Il achète une presse à gravure et quitte Paris pour s'installer en banlieue, où il pratique la gravure au carborundum.
En 1952, il réalise une trentaine de gravures pour un fragment de poème de Paul Éluard et décide, avec Charles Estienne, Charles Lapicque, Néjad, Jean Degottex, René Duvillier, Alexandre Istrati, de créer un Salon d'octobre, en réaction contre le Salon de mai. En 1953, il participe à la Biennale de São Paulo.
Il présente en 1957 une exposition personnelle à la galerie Jeanne Bucher à Paris. Il rencontre Heinz Berggruen avec qui il reste en contact jusqu'en 1969. En 1959, Courtin participe à documenta 2 à Cassel et réalise une exposition personnelle chez Berggruen. En 1960, il expose à la 23e Biennale de Venise et à la galerie John Lefevre à New York.
Dans les années 1960, Courtin expose notamment au Stedelijk Museum d'Amsterdam en 1964, au musée d'Ulm et à la galerie Saidenberg de New York en 1966, au Arts Club de Chicago en 1967.
En 1971, la galerie Benador de Genève présente ses peintures, gouaches et gravures. D'importantes expositions de son œuvre ont lieu par la suite à Paris, à la galerie La Hune (« 25 ans de gravure », 1972), au musée-château d'Annecy, à Montbéliard et au musée de Worpswede en Allemagne, ainsi que dans différentes villes de France (1973). À cette occasion est présenté le catalogue de son œuvre gravé.
De 1974 à 1981, il réalise plusieurs cartons de tapisserie, dont l'une de 110 m2 pour le Bureau international du travail à Genève.
De 1974 à 1994, dans le cadre d'une commande publique, il a réalisé pour la Chalcographie du Louvre une gravure au burin intitulée L'Exil...enfin.
En 1992, dans un article intitulé « Les Balbutiements du désir », il publie des dessins inédits et des poèmes dans revue d'art Trou.

## Collections publiques
- Paris, département des Estampes et de la Photographie de la Bibliothèque nationale de France :
  - 12 septembre 1953, 1953, gravure au burin et à l'échoppe sur zinc, 19 × 8 cm ;
  - Mars 1954, 1954, gravure au burin et à l'échoppe sur zinc, 41 × 39 cm ;
  - Valladolid, 1960, gravure au burin et à l'échoppe sur zinc, 35 × 26 cm ;
  - L'Ordre, le Remariage, 1974, gravure au burin et à l'échoppe sur zinc, 28 × 47 cm ;
  - Figure assise, eau-forte, 30 × 18 cm ;
  - Figure debout no 4, eau-forte, 35 × 27,7 cm.

## Expositions collectives
1954, Paris, galerie Suzanne Michel, avec Marcelle Cahn, Mary Webb, Gilbert Besançon, Henri-Jean Closon, Lempereur-Haut, Henri Olive-Tamari, Albert Vanber, poèmes de René Massat avec des gravures de Pierre Courtin.

## Expositions personnelles
- 1989 : Paris, galerie Claude Bernard (huiles et gouaches) et New York, Claude Bernard Gallery.

## Récompenses
- 1960 : prix Bright de la 30e Biennale de Venise.
- 1971 : grand prix national des arts.